# Coma (film din 2020)
Coma (în rusă Кома) este un film thriller științifico-fantastic din 2020 regizat de Nikita Argunov. Filmul a fost lansat în Rusia la 30 ianuarie 2020.

## Prezentare
Filmul povestește despre evenimentele din jurul personajului principal - un tânăr arhitect. El este implicat într-un misterios accident rutier sever și ajunge în comă. Se trezește aparent în camera lui, dar lucrurile, camera, trecătorii și întreaga lume din jurul său arată ciudat.

## Distribuție
Rolurile principale au fost interpretate de actorii:

- Rinal Muhametov - Victor
- Anton Pampușni - Fantoma
- Liubov Axionova - Fly
- Miloš Biković - Astronomul
- Konstantin Lavronenko - Yan
- Rostislav Gulbis - Gnome
- Albert Kobrovski - Alba
- Vilen Babitciev - Tank
- Evgenia Kașaeva  - Spirit

## Producție
O primă reclamă a filmului a apărut pe internet la 18 aprilie 2016.
A avut un buget estimat de 4.000.000 $. Filmările au avut loc în perioada 6 decembrie 2016 - 27 iunie 2017, cu scene turnate în New York City, Shanghai, San Francisco sau Dubai.

## Primire
În general, filmul a avut recenzii mixte din partea criticilor. Doar spectatorii au apreciat pozitiv filmul. Dmitri Șepelev, care a scris o recenzie pentru Igromania, a declarat că „vizionarea filmului Coma este o experiență inofensivă și aproape nedureroasă, ceea ce nu se poate spune despre majoritatea filmelor majore rusești. Cu toate acestea, acesta este un film destul de mediocru, în care implementarea nu ține pasul cu ideea.”

## Legături externe
- Coma la Internet Movie Database
- Coma la themoviedb.org

## Vezi și
- Listă de filme SF din anii 2020